# پیچنده‌ماهی
پیچنده‌ماهی (نام علمی: Xenisthmus) نام یک سرده از تیره پیچنده‌ماهیان است.